# Telmatogeton atlanticum
Telmatogeton atlanticum är en tvåvingeart som beskrevs av Oliveira 1950. Telmatogeton atlanticum ingår i släktet Telmatogeton och familjen fjädermyggor. Inga underarter finns listade i Catalogue of Life.